# Tumeur de la colonne vertébrale
 Mise en garde médicale
Les tumeurs de la colonne vertébrale sont des néoplasmes situés soit dans la colonne vertébrale, soit dans la moelle spinale. Il existe trois principaux types de tumeurs vertébrales classées en fonction de leur localisation : extradurales, intradurales-intramédullaires et intradurales-extramédullaires. Les tumeurs extradurales sont situées à l'extérieur de la paroi de la dure-mère et sont le plus souvent métastatiques. Les tumeurs intradurales sont situées à l'intérieur de la muqueuse de la dure-mère et sont subdivisées en tumeurs intramédullaires et extramédullaires. Les tumeurs intradurales-intramédullaires sont situées dans la dure-mère et le parenchyme médullaire, tandis que les tumeurs intradurales-extramédullaires sont situées dans la dure-mère mais à l'extérieur du parenchyme médullaire. Le symptôme le plus courant des tumeurs de la colonne vertébrale est le mal de dos nocturne. D'autres symptômes courants incluent la faiblesse musculaire, la perte sensorielle et la difficulté à marcher. Une perte de contrôle des intestins et de la vessie peut survenir au cours des derniers stades de la maladie.
La cause des tumeurs de la colonne vertébrale est inconnue. La plupart des tumeurs extradurales sont généralement des métastases du cancer du sein, de la prostate, du poumon et du rein. De nombreux facteurs génétiques sont associés aux tumeurs intradurales, le plus souvent la neurofibromatose 1 (NF1), la neurofibromatose 2 (NF2) et le syndrome de Von-Hippel Lindau (VHL). Les types de tumeurs intradurales-extramédullaires les plus courants sont les méningiomes et les tumeurs de la gaine nerveuse (en). Les types de tumeurs intradurales-intramédullaires les plus courants sont les épendymomes et les astrocytomes. Le diagnostic implique une évaluation médicale complète suivie d'une imagerie avec un scanner ou une IRM. Une biopsie peut être obtenue dans certains cas pour catégoriser la lésion si le diagnostic est incertain,,.
Le traitement implique souvent une combinaison de chirurgie, de radiothérapie et de chimiothérapie,,. L'observation avec imagerie de suivi peut être une option pour les petites lésions bénignes. Des stéroïdes peuvent également être administrés avant la chirurgie en cas de compression importante du cordon. Les résultats dépendent d'un certain nombre de facteurs, notamment si la tumeur est bénigne ou maligne, primaire ou métastatique, et l'emplacement de la tumeur. Le traitement est souvent palliatif pour la grande majorité des tumeurs métastatiques.